# Sagoe Teumpeun
Sagoe Teumpeun is een bestuurslaag in het regentschap Pidie van de provincie Atjeh, Indonesië. Sagoe Teumpeun telt 1002 inwoners (volkstelling 2010).